# Melissa Aldana
Melissa Aldana   (Santiago de Xile, 3 de desembre de 1988) és una saxofonista tenor xilena, que actua com a solista i també amb vàries formacions on ella és la líder.

## Formació i carrera professional

### Formació

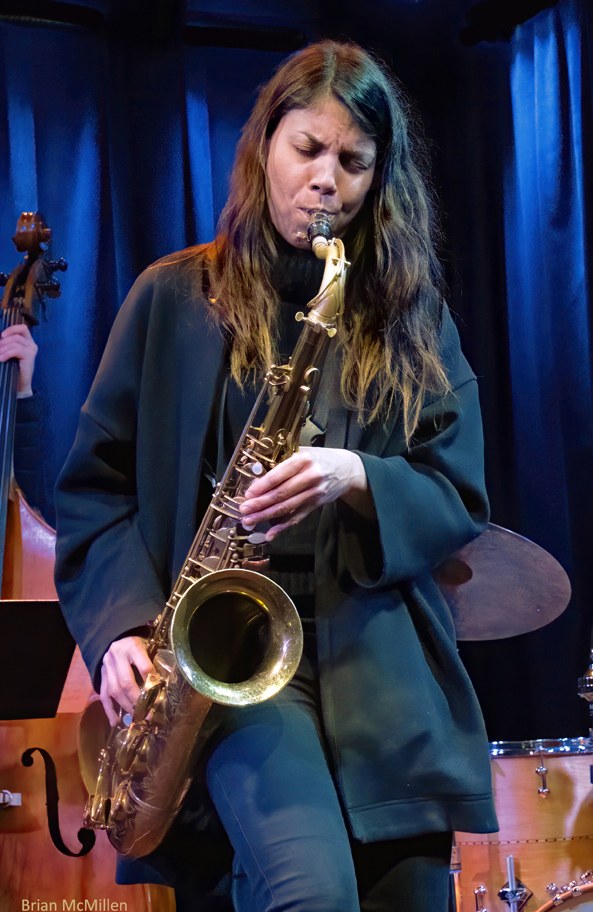
Melissa Aldana al Kuumbwa Jazz Center, Santa Cruz CA 10/03/2020

Aldana va néixer a Santiago de Xile. Va començar a tocar el saxo alt quan tenia sis anys, fent classes amb el seu pare, Marcos Aldana, també saxofonista professional. Les seves primeres influències van ser Charlie Parker, Cannonball Adderley i Michael Brecker. Més endavant, descobreix Sonny Rollins i comença a tocar el saxo tenor; un Selmer Mark VI propietat del seu avi.
Durant l'adolescència, actua en diversos clubs de Santiago. L'any 2005, conèix al pianista Danilo Pérez mentre estava de gira per Xile i és convidada a tocar al Panama Jazz Festival.
Aquest l'anima a fer audicions a conservatoris dels EUA. És acceptada al  Berklee College of Music de Boston, on estudia amb Joe Lovano, George Garzone, Frank Tiberi, Greg Osby, Hal Crook, Bill Pierce i Ralph Peterson . Es va graduar de Berklee el 2009 i seguidament es va traslladar a la ciutat de Nova York per estudiar amb George Coleman .

### Carrera
Aldana va gravar el seu primer àlbum, Free Fall, publicat el 2010 pel segell discogràfic Inner Circle Music de Greg Osby. Durant aquest període, va oferir diverses actuacions en directe en escenaris destacats com el Blue Note Jazz Club i el Monterey Jazz Festival. El seu segon àlbum, Second Cycle, va sortir a la llum l'any 2012.
L'any 2013, amb només 24 anys, es va convertir en la primera dona sud-americana i la més jove a guanyar el Thelonious Monk International Jazz Saxophone Competition, on el seu pare havia estat semifinalista el 1991. El premi consistia en una beca valorada en 25.000$ i un contracte discogràfic amb Concord Jazz. The Washington Post va descriure Aldana com una artista que representava "un nou ventall de possibilitats i una nova direcció en el jazz".
Aldana ha estat guardonada amb el Premi Nacional d’Arts Altazor de Xile i Premi Martin E. Segal del Lincoln Center. Ha actuat al costat d’artistes com Peter Bernstein, Kevin Hays, Christian McBride i Jeff "Tain" Watts, i ha participat en nombrosos festivals, com ara el Copenhagen Jazz Festival, el Twin Cities Jazz Festival, l’Umbria Jazz, el Vienna Jazz Festival i el Providencia Jazz Festival, a Xile. També va actuar amb Jimmy Heath durant la cerimònia de lliurament dels premis NEA Jazz Masters del 2014 i va ser convidada per Wynton Marsalis a tocar al Jazz at Lincoln Center.

El 2019, Aldana publica el disc Visions.  En el disc hi participen Sam Harris al piano, Pablo Menares al contrabaix, Tommy Crane a la bateria i Joel Ross al vibràfon. En aquest disc, Aldana a la seva altra gran passió, la pintura. Amb Visions ens mostra una suite basada en la vida de Frida Khalo.
I se’m va acudir fer el set sobre la Frida Kahlo, que ha estat una artista a qui he admirat des de petita. De petita feia moltes imitacions de les seves pintures. I la idea era fer una suite que estigués connectada amb la seva vida, amb les seves pintures, amb el seu caràcter.
L’any 2020 va ser la única música xilena nominada als Premis Grammy en la categoria de millor solo de jazz improvisat per la seva interpretació d’Elsewhere. La seva perspectiva musical ha resultat captivadora pel món del jazz: “Abraçar tot allò que escolto, tot allò que toco —fins i tot els errors— és més significatiu que la perfecció.”
La seva visió no només desafia el purisme tècnic, sinó que també reconeix la improvisació o la composició espontània més enllà dels solos; ella fa referència a l’atmosfera creativa que es genera en la trobada entre artistes.

#### Estada a Barcelona
La saxofonista va deixar la seva petjada a Barcelona amb una actuació i una classe magistral al Conservatori Liceu dins de la programació del Festival de Jazz de Barcelona el 28 d’octubre de 2024 presentant el seu disc Echoes of the Inner Prophet.
Uns mesos més tard, el gener de 2025, va col·laborar amb l’Escola Superior de Música de Catalunya amb un concert on els directors Lluís Vidal, Joan Monné, Irene Reig i Néstor Giménez van arranjar composicions d’Aldana per un ensemble format per alumnes de l’escola amb Melissa Aldana com a solista.

### Projectes

#### En solitari
Aldana ha tret varis treballs sota el seu nom entre els quals trobem Free Fall (2010), Second Cycle (2012), Visions (2019), 12 Stars (2022) i Echoes of the Inner Prophet (2024), tocant a trio, quartet o quintet.
Al llarg d'aquests projectes ha col·laborat amb Lyles West, Ralph Peterson, Michael Palma, Joseph Lepore, Ross Pederson, Gordon Au, Pablo Menares, Jochen Rueckert, Tommy Crane, Sam Harris, Joel Ross, Lage Lund, Sullivan Fortner, Kush Abadey i Fabian Almazan.

#### Melissa Aldana & Crash Trio
L’any 2012, Aldana va formar el grup Melissa Aldana & Crash Trio, amb el bateria cubà Francisco Mela i el contrabaixista xilè Pablo Menares, amb el qual ja havien col·laborat en diverses ocasions. El juliol de 2014, el grup va publicar el seu àlbum debut homònim amb el segell Concord Jazz, com a part del contracte discogràfic que formava part del premi que Aldana havia rebut en guanyar el Thelonious Monk Award. El segon àlbum del grup es va publicar el març de 2016, sota el títol Back Home, amb el segell Wommusic, i amb Jochen Rueckert substituint Mela a la bateria.

#### Melissa Aldana Quartet
Format l’any 2017, el Melissa Aldana Quartet està integrat per Aldana al saxo tenor, Sam Harris al piano (o Lage Lund a la guitarra), Pablo Menares al contrabaix i Kush Abadey a la bateria.

#### Melissa Aldana Quintet
L’any 2022 publica 12 Stars, enregistrat sota el segell discogràfic Blue Note Records i coproduït pel guitarrista noruec Lage Lund, qui completa el quintet juntament amb Sullivan Fortner al piano, Kush Abadey a la percussió i Pablo Menares al baix. Aquest disc també compta amb la col·laboració de Cécile McLorin Salvant com a artista visual a la portada del disc.
La resposta positiva al senzill Falling, va anticipar el reconeixement d’un dels àlbums més importants de l’escena del jazz del 2022 segons Treblezine, un disc creat durant la pandèmia de la Covid-19, que reflecteix una postura més oberta a la vulnerabilitat per part d’Aldana, tant en l'escala personal com musical.
L’àlbum fa referència a les 12 estrelles que adornen la corona de L’Emperadriu, una de les cartes del tarot. El disc també inclou la cançó Los ojos de Chile, inspirada en les protestes massives que van començar al país l’any 2019, durant les quals milers de persones van sortir als carrers per manifestar-se contra el llegat de la dictadura d’Augusto Pinochet i la situació econòmica i social del país. Algunes d’aquestes persones van perdre els ulls a causa dels trets directes per part d’agents de policia, cosa que va generar una gran indignació i suport popular, tant a Xile com arreu del món, i que l’artista rememora a través d’aquesta composició.

### Vida personal
Actualment viu a Washington Heights, Manhattan.

## Guardons i honors
- 2012: Premi Nacional d’Arts Altazor de Xile.[6]
- 2013: Primera dona en guanyar la competició Thelonious Monk per saxofonistes.[17]
- 2014: Premi Martin E. Segal del Lincoln Center.[7]
- 2016: Revista DownBeat : “25 for the Future”[18]
- 2023: Nominació als Grammy per "Millor improvització" per "Falling".[9]
- 2022: Revista DownBeat : Estrella de la música emergent de l'any.[18]

## Discografia
| Títol                       | Artista                     | Data de publicació | Discogràfica       |
| --------------------------- | --------------------------- | ------------------ | ------------------ |
| Free Fall                   | Melissa Aldana              | 2010               | Inner Circle Music |
| Second Cycle                | Melissa Aldana              | 2012               | Inner Circle Music |
| Melissa Aldana & Crash Trio | Melissa Aldana & Crash Trio | July 2014          | Concord Jazz       |
| Back Home                   | Melissa Aldana              | March 2016         | Wommusic           |
| Visions                     | Melissa Aldana              | May 2019           | Motéma Music       |
| 12 Stars                    | Melissa Aldana              | March 2022         | Blue Note Records  |
| Echoes of the Inner Prophet | Melissa Aldana              | 2024               | Blue Note Records  |